# Dominium (Austro-Węgry)
Dominium (zwierzchność gruntowa) – najmniejsza jednostka podziału administracyjnego, wprowadzona na terenie Galicji przez władze austriackie po III rozbiorze Polski.
Podstawową jednostką administracyjną był cyrkuł, ze starostą (Kreishauptman) na czele. W terenie mniejszymi jednostkami wykonawczymi były magistrat (jako organ urzędu miejskiego) i dominium (jako organ zarządu wiejskiego).
Dominium składało się z jednej albo kilku wsi należących do jednego lub kilku właścicieli. Właściciel dominium sprawował władzę administracyjną i sądowniczą z tytułu przysługującej mu zwierzchności nad poddanymi.
Funkcje zlecone przez cyrkuł mógł wykonywać właściciel osobiście lub za pośrednictwem opłacanych przez właściciela mandatariusza (urzędnika dworskiego) w zakresie administracyjnym i justycjariusza (sędziego dominialnego) w zakresie sądowym. Dominium rozpatrywało sprawy cywilne oraz drobne sprawy karne. Od decyzji dominium można było się odwołać do cyrkułu, a następnie do gubernium.
Z racji tego, że dominium wykonywało wszystkie polecenia cyrkułu, łącznie ze ściąganiem podatków, powoływaniem rekruta, dla miejscowej ludności dwór stał się nienawistnym narzędziem administracyjnym.
Reformy józefińskie stopniowo ograniczyły zakres władzy dominium.
W latach 1848–1849 w Galicji istniały 6022 wsie, zorganizowane w 2558 dominiów (w tym 2499 prywatnych).
Ustawa z 12 sierpnia 1866 zlikwidowała dominia, ustanawiając zamiast nich gminy wiejskie i obszary dworskie.